# Мэри-Энн
Мэри-Энн, Мэри Энн или Мэри-Анна (англ. Mary Ann) — персонаж книги Льюиса Кэрролла «Алиса в Стране чудес». Она появляется в четвёртой главе «Билль вылетает в трубу».
Во времена Кэрролла имя Мэри Энн было распространённым британским эвфемизмом, обозначающим «девушка-служанка».

## В книге Кэрролла
Мэри-Энн — горничная Белого Кролика. В книге она физически отсутствует, но Белый Кролик ошибочно принимает за неё Алису, что может указывать на то, что Алиса похожа на неё. Белый Кролик велит Мэри-Энн сбегать домой и принести ему веер и пару перчаток, что Алиса затем делает вместо неё.

«Как странно, что я у Кролика на побегушках! — думала Алиса».
Для Кролика его служанка настолько никто, что он не помнит её лица. Он обращается с прислугой грубо, раздражается и кричит на неё. Однако Мэри-Энн прекрасно справляется со своими обязанностями: домик выглядит ухоженным, всё начищено до блеска и комнаты сияют чистотой. Она не допускает посторонних в дом и строго следит за тем, чтобы это не произошло.
Тайна, которую Кэрролл скрыл под именем Мэри-Энн, остаётся нераскрытой до сих пор. Существует несколько вариантов её разгадки.
До начала Французской революции тайные республиканские общества часто называли «Марианна». Это же слово использовалось в качестве жаргонного обозначения гильотины. Возможно, Кэрролл выбрал это имя, чтобы связать его с двумя другими персонажами, Червонной Королевой и Герцогиней, имеющих склонность к насилию.
Словари английского сленга приводят для словосочетания Мэри Энн другие значения, которые были актуальны во времена Кэрролла. Стойка для платья портнихи называлась «Мэри Энн». Позже это название стало использоваться в отношении взбалмошных женщин, особенно в Шеффилде, которые нападали на владельцев потогонных фабрик. Ещё позже оно стало вульгарным термином для обозначения содомитов.

## Появления

### Страна чудес (комиксы)
В качестве главной героини Мэри Энн появляется в серии комиксов «Страна чудес», опубликованных издательством SLG Publishing в виде 6 отдельных полноцветных выпусков. Серия выходила с мая 2006 по 2008 год. Затем издательство Disney Press выпустило всю серию в твёрдом переплёте. История написана Томми Ковачем (англ. Tommy Kovac) и проиллюстрирована Сонни Лью (англ. Sonny Liew). Действие происходит по мотивам анимационного фильма «Алиса в Стране чудес» и рассказывает историю Марианны, служанки Белого Кролика. Она оказывается в центре событий, когда Червонная Королева начинает преследование их обоих из-за предполагаемого сговора с «Монстром Алисой». Марианна должна найти способ спасти и Белого Кролика, и себя.

## Отражение в искусстве
Про Мэри Энн («Толстушка Мэри-Энн была») — песня Владимира Высоцкого из дискоспектакля «Алиса в Стране чудес». Исполняет Клара Румянова.